# 그놈
그놈(영어: GNU Network Object Model Environment, GNOME, /ɡəˈnoʊm, ˈnoʊm/)은 데스크톱 프로그램 집합의 일종이기도 하며 이를 개발하는 프로젝트의 이름이기도 하다. 컴퓨터 운영 체제의 최상위 계층에서 동작하고 [[그래픽 사용자 인터페이스]를 갖춘 완전한 소스 공개 자유 소프트웨어로 이루어져 있으며 프로젝트의 규모는 국제적이다. GNU 프로젝트의 일부이며 다양한 유닉스 계열 운영 체제에서 사용할 수 있다. 우분투, 페도라 등의 기본 데스크톱 환경으로서의 그놈과 솔라리스의 자바 데스크톱 시스템이 대표적이다.

## 걸어온 길
1996년에 KDE 프로젝트가 시작되었다. KDE 자체는 처음부터 무료에 소스코드까지 공개되어 있는 프로젝트였으나 GNU 프로젝트의 구성원들은 KDE가 GPL을 따르지 않는 Qt를 사용하고 있다는 것을 우려하였다. 1997년 8월이 되자 이 문제에 대한 대안 차원에서 두 프로젝트가 시작되었는데 하나는 Qt 라이브러리를 소스 공개 자유 소프트웨어로 대체하기 위한 하모니였고 다른 하나는 Qt를 아예 사용하지 않으면서 GPL이나 LGPL을 따르는 소프트웨어만으로 이루어지는 그놈이었다. 이것이 그놈의 시초이다. 초기 그놈 프로젝트의 지도자는 미겔 드 이카자와 페데리코 메나였다.
그놈은 Qt 대신 LGPL을 따르는 GTK+를 사용하였다. 데스크톱 부분과 라이브러리들은 LGPL을 따르고 응용 프로그램들은 GPL을 따르게 되었는데 이 중에서 GTK+와 라이브러리들이 따르는 LGPL이 GPL과 호환이 되지 않는 라이선스를 따르는 소프트웨어들과의 링크를 허용하는 라이선스였기 때문에 그놈에서 사용하도록 작성된 응용 프로그램들은 더 넓은 범위의 라이선스들을 선택할 수 있었다.

## 나아갈 길
그놈 웹사이트에 따르면,
그놈 프로젝트에서는 두 가지를 제공하는데, 하나는 최종 사용자를 위한 직관적이고 아름다운 데스크톱인 그놈 데스크톱 환경이고, 다른 하나는 데스크톱의 다른 부분을 통합하는 응용 프로그램 제작을 위한 프레임워크이다.— http://www.gnome.org/about/

그놈 데스크톱은 간결함과 사용성, 그리고 모든 것이 "그저 동작"하게 만드는 것을 강조한다. 그 결과로 그놈 개발 과정에는 두 가지 특징이 있다.
- 접근성: 데스크톱과 응용 프로그램을 전문적 기술이나 신체적 장애에 상관없이 누구나 사용 가능하도록 설계하고 작성
- 국제화: 데스크톱과 응용 프로그램이 많은 언어로 이용 가능하도록 고려

## 플랫폼
그놈은 본래 GNU/리눅스 데스크톱으로 출발했지만, 현재는 이와 비슷한 대부분의 유닉스 계열(BSD 류, AIX, IRIX, HP-UX, 솔라리스)에서 동작한다. 썬 마이크로 시스템즈는 또한 자바 데스크톱 시스템이란 이름의 수세 리눅스와 그놈 데스크톱 기반의 기업용 데스크톱을 출시했다. 또한 시그윈을 통해 윈도우에서도 사용할 수 있다.
그노픽스, 모픽스, 우분투 리눅스 등 그놈 기반의 라이브 CD도 여럿 있다. 라이브 CD를 이용하면 기존의 운영체제를 지우거나 변경할 필요 없이 CD에서 직접 컴퓨터를 시동할 수 있다.
또한 그놈은 기본적으로는 C로 작성되었지만 C++, 자바, 루비, C#, 파이썬, 펄 등 많은 언어들에 대한 바인딩이 존재하기 때문에 C를 사용하지 않는 개발자라도 자신에게 맞는 언어로 그놈에서 사용하는 응용 프로그램을 작성할 수 있다.

## 안정판별 배포 시기와 노트
지금까지 배포된 각 안정판의 릴리즈 시기 및 노트들이다. 노트에는 해당 배포판의 특징이라든가 개선·변경점들이 소개되어 있다.
- GNOME 1.0 - 1999년 3월[6]
- GNOME 1.2 - 2000년 5월[7]
- GNOME 1.4 - 2001년 4월[8]
- GNOME 2.0 - 2002년 6월[9] 배포 노트
- GNOME 2.2 - 2003년 2월 배포 노트
- GNOME 2.4 - 2003년 9월[10] 배포 노트
- GNOME 2.6 - 2004년 3월 배포 노트
- GNOME 2.8 - 2004년 9월 배포 노트
- GNOME 2.10 - 2005년 3월 배포 노트
- GNOME 2.12 - 2005년 9월 배포 노트
- GNOME 2.14 - 2006년 3월 배포 노트
- GNOME 2.16 - 2006년 9월[11] 배포 노트
- GNOME 2.18 - 2007년 3월[12] 배포 노트
- GNOME 2.20 - 2007년 9월[13] 배포 노트
- GNOME 2.22 - 2008년 3월[14] 배포 노트
- GNOME 2.24 - 2008년 9월[15] 배포 노트
- GNOME 2.26 - 2009년 3월[16] 배포 노트
- GNOME 2.28 - 2009년 9월 배포 노트
- GNOME 2.30 - 2010년 3월 배포 노트
- GNOME 2.32 - 2010년 9월 배포 노트
- GNOME 3.0 - 2011년 4월 배포 노트
- GNOME 3.2 - 2011년 9월 배포 노트
- GNOME 3.4 - 2012년 3월 배포 노트
- GNOME 3.6 - 2012년 9월 배포 노트
- GNOME 3.8 - 2013년 3월 배포 노트
- GNOME 3.10 - 2013년 9월 배포 노트
- GNOME 3.12 - 2014년 3월 배포 노트
- GNOME 3.14 - 2014년 9월 배포 노트
- GNOME 3.16 - 2015년 3월 배포 노트
- GNOME 3.18 - 2015년 9월 배포 노트
- GNOME 3.20 - 2016년 3월 배포 노트
- GNOME 3.22 - 2016년 9월 배포 노트
- GNOME 3.24 - 2017년 3월 배포 노트
- GNOME 3.26 - 2017년 9월 배포 노트
- GNOME 3.28 - 2018년 3월 12일 배포 노트
- GNOME 3.30 - 2018년 9월 5일 배포 노트
- GNOME 3.32 - 2019년 3월 13일 배포 노트
- GNOME 3.34 - 2019년 9월 12일 배포 노트
- GNOME 3.36 - 2020년 3월 11일 배포 노트
- GNOME 3.38 - 2020년 9월 16일 배포 노트

## 그놈 데스크탑 프로그램
주요 그놈 데스크톱 프로그램은 다음과 같다.
- 그놈 터미널
- 그놈 소프트웨어
- 그놈 헬프
- 그놈 스크린샷
- 그놈 에디터(g edit)
- 그놈 컨트롤 센터
- 그놈 폰트
- 그놈 디스크
- 노틸러스
- 그놈의 눈
- 리듬박스

## 그놈 컨트롤 센터
그놈 컨트롤 센터(gnome-control-center)는 그놈 데스크 탑의 주요 환경설정을 다루는 시스템 프로그램이다.  한편 그놈 컨트롤 센터(gnome-control-center)는 그놈 액티비티 오버뷰(Activities overview)의 서치바(search bar)에서는 'settings'으로도 실행가능하다.

## 같이 보기
- 그놈 두
- 리눅스 문서화 프로젝트
- 우분투 (운영 체제)
- 데비안

### 공식 사이트
- 공식 그놈 웹사이트
- GNOME 재단
- 그놈 문서화 프로젝트

### 관련 사이트
- 그놈한국 사용자 모임
- GnomeFiles — 그놈/GTK+ 소프트웨어 저장소
- 그놈 관련 소식 사이트
- 그놈 위키
- 그놈 아시아 모임